# اولکساندر لیپووی
اولکساندر لیپووی (انگلیسی: Oleksandr Lypovyy؛ زادهٔ ۹ اکتبر ۱۹۹۱) بازیکن بسکتبال اهل اوکراین است.